# 林克島
63°16′S 57°56′W / 63.267°S 57.933°W
林克島（Link Island），是南極洲的島嶼，位於特里尼蒂半島附近，屬於迪羅克群島的一部分，處於哈爾彭角西北面6公里，由智利探險隊繪入地圖，現時由南極條約體系管理。